# 卡洛斯·丹布罗西奥
卡洛斯·丹布罗西奥（義大利語：Carlos D'Ambrosio，2007年2月5日—），意大利男子游泳运动员，2024年世界游泳锦标赛男子4×200米自由泳接力铜牌得主、2025年世界游泳锦标赛男子4×100米自由泳接力银牌得主。